# Molnek
Molnek (nemško Mölbling) je občina s 1333 prebivalci (1. januarja 2023) v okraju Šentvid ob Glini na Koroškem.

## Geografska lega
Molnek je okoli 27 km severovzhodno od Celovca. Občina  leži na zahodnem robu Grobniškega polja in v Vimiških gorah. Vode iz območja občine odtekajo v Krko, ki teče skozi vzhodni rob občine in v katerega se izliva potok Tatschgerbach, ki sam sprejema številne stranske tokove, kot sta Welsbach in Meiseldinger Bach.

## Struktura občine
Molnek je razdeljen na pet katastrskih občin (Dielach, Gunzenberg, Meiselding, Rabing, Rastenfeld). Območje občine obsega naslednjih 29 krajev (v oklepaju število prebivalcev 1. januar 2023):
- Bergwerksgraben (41)
- Breitenstein (41)
- Brugga (22)
- Dielach (52)
- Drasenberg (28)
- Eixendorf (8)
- Gaming (36)
- Gerach (0)
- Gratschitz (13)
- Gunzenberg (16)
- Kogl (3)
- Mail (25)
- Meiselding (358)
- Molnek (Mölbling) (199)
- Pirka (31)
- Rabing (29)
- Rastenfeld (15)
- Ringberg (17)
- St. Kosmas (5)
- Sv. Štefan na Grobniškem polju (St. Stefan am Krappfeld) (35)
- Stein (13)
- Stoberdorf (12)
- Straganz (45)
- Treffling (47)
- Tschatschg (13)
- Unterbergen (55)
- Unterdeka (38)
- Wattein (10)
- Welsbach (10)

## Zgodovina
Cerkev v Svetem Štefanu se prvič omenja leta 1131, cerkev v Meiseldingu pa leta 1216.
Do leta 1848 je današnje občinsko območje pripadalo deželnim sodiščem Freiberg in Ostrovici. Leta 1850 je bila iz katastrskih skupnosti Rabing, Rastenfeld in Gunzenberg ustanovljena občina Rabing, ki se je leta 1956 preimenovala v Molnek. Leta 1973 je bil Molnek razširjen na velik del razpuščene občine Meiselding.
Leta 1893 je Carl Freiherr Auer von Welsbach pridobil grad Rastenfeld . V bližnjem mestu Welsbach je zgradil stavbe za svoje izume (plinski plašč, osmijeva svetilka, piroforne zlitine).

## Prebivalstvo
Občina Molnek je imela 1273 prebivalcev (2001), od tega 97,2 % avstrijski državljani. Največji kraji so Meiselding z 288, Molnek s 169 in Brugga s 131 prebivalci. Verska pripadnost prebivalstva je 90,5  %  rimokatoliška, 3,1 % je protestantov, 0,9 % muslimanov, 4.3 % pa je brez verskega prepričanja.

## Kulturne znamenitosti
- Rudniški jarek (opuščen rudnik srebra)
- Župnijska cerkev sv. Štefan v Sv. Štefan na Grobniškem polju
- Romarska cerkev sv. Kozme
- Podružnična cerkev sv. Michael v Trefflingu
- Župnijska cerkev sv. Florijan v Gunzenbergu
- Župnijska cerkev sv. Andrej v Meiseldingu
- Grad Rastenfeld, osmerokotna stavba iz 15./16. stoletja, ki je prvič omenjena v listini leta 1241. stoletja in severno od njega grad Welsbach, dvonadstropna stavba v poznozgodovinskem slogu, zgrajena za industrialca Karla Auerja von Welsbacha od 1898 do 1900
- Krški most pri Molcu, triločni baročni kamniti obok (stara zvezna cesta 17, danes Meiseldinger Landstrasse 66)

## Znane osebe
- Carl Auer von Welsbach (1858–1929), kemik in podjetnik
- Friedrich Neste (1819–1886), avstrijski župnik in politik, župnik v Meiseldingu od 1862 do 1868